# Beda Batka
Pour les articles homonymes, voir Bátka.
Beda Batka (en tchèque : Bedřich Baťka), né le 21 août 1922 à Prague (Tchécoslovaquie) et mort le 6 juin 1994 à Floral Park (État de New York), est un directeur de la photographie tchèque et américain, également professeur à la Tisch School of the Arts,.
Il est surtout connu pour avoir travaillé sur les films Marketa Lazarová, et Little Darlings.

## Filmographie partielle

### Au cinéma
| Année | Titre                       | Notes         |
| ----- | --------------------------- | ------------- |
| 1963  | Fear                        |               |
| 1963  | The Golden Fern             |               |
| 1964  | Láska nebeská               | Court métrage |
| 1965  | Ninety Degrees in the Shade |               |
| 1966  | Sign of the Cancer          |               |
| 1966  | Marketa Lazarová            |               |
| 1967  | Four in a Circle            |               |
| 1972  | In Pursuit of Treasure      |               |
| 1979  | The Orphan                  |               |
| 1980  | Little Darlings             |               |